# 20333 Johannhuth
20333 Johannhuth este un asteroid din centura principală de asteroizi.

## Descriere
20333 Johannhuth este un asteroid din centura principală de asteroizi. A fost descoperit pe 25 aprilie 1998 la Stația Anderson Mesa în cadrul programului LONEOS. Asteroidul prezintă o orbită caracterizată de o semiaxă mare de 2,28 ua, o excentricitate de 0,12 și o înclinație de 4,0° în raport cu ecliptica.